# Europäisches Olympisches Sommer-Jugendfestival 2025/Taekwondo
Die Wettkämpfe im Taekwondo beim Europäischen Olympischen Sommer-Jugendfestival 2025 in Skopje fanden vom 23. bis zum 26. Juli 2025 statt. Es war dies das erste Mal, das Taekwondo Teil eines Europäischen Olympischen Sommer-Jugendfestivals war.

## Medaillenspiegel
| Platz  | Land                     | Gold | Silber | Bronze | Gesamt |
| ------ | ------------------------ | ---- | ------ | ------ | ------ |
| 1      | Türkei                   | 3    | 2      | 1      | 6      |
| 2      | Spanien                  | 2    | 1      | 1      | 4      |
| 3      | Niederlande              | 1    | 1      | –      | 1      |
| 4      | Serbien                  | 1    | –      | 2      | 3      |
| 5      | Bulgarien                | 1    | –      | 1      | 1      |
| 6      | Ungarn                   | 1    | –      | –      | 1      |
| 7      | Griechenland             | 1    | –      | –      | 1      |
| 8      | Ukraine                  | –    | 2      | –      | 2      |
| 9      | NOK der Republik Belarus | –    | 1      | 2      | 3      |
| 10     | Frankreich               | –    | 1      | 1      | 2      |
| 10     | Kroatien                 | –    | 1      | 1      | 1      |
| 11     | Georgien                 | –    | 1      | –      | 1      |
| 12     | Italien                  | –    | –      | 3      | 3      |
| 13     | Aserbaidschan            | –    | –      | 1      | 1      |
| 13     | Bosnien und Herzegowina  | –    | –      | 1      | 1      |
| 13     | Deutschland              | –    | –      | 1      | 1      |
| 13     | Israel                   | –    | –      | 1      | 1      |
| 13     | Litauen                  | –    | –      | 1      | 1      |
| Gesamt | Gesamt                   | 10   | 10     | 20     | 40     |

## Medaillengewinner

### Jungen
| Disziplin  | Gold               | Silber            | Bronze                             |
| ---------- | ------------------ | ----------------- | ---------------------------------- |
| Bis 48 kg  | Altuğ Gesge        | Armaan Dubar      | Bernat Nadal Mikita Belavyi        |
| Bis 55 kg  | Aristeidis Psarros | Eliot Guardiola   | Abderrahman Touiar Christos Nitsas |
| Bis 63 kg  | Nusret Efe Çakır   | Uladzimir Shramuk | Stanislaw Mitkow Nikola Kljajić    |
| Bis 73 kg  | Buğra Coşgungönül  | Nika Gogoberidse  | Yunis Huseynov Nojus Jakelaitis    |
| Über 73 kg | Ivan Lysenko       | David Hulij       | Nino Šeremet Filip Krnjaić         |

### Mädchen
| Disziplin  | Gold             | Silber            | Bronze                          |
| ---------- | ---------------- | ----------------- | ------------------------------- |
| Bis 44 kg  | Kamilah Salim    | Adriana Rodríguez | Nur Yilmaz Talia Rubin          |
| Bis 49 kg  | Violeta Díaz     | Zeynep Kokoç      | Maryia Strunets Tina Ninić      |
| Bis 55 kg  | Erika Karabelewa | Sıla Uzunçavdar   | Carla Sesar Anna Frassica       |
| Bis 63 kg  | Nina Zećirović   | Alisa Pawlenko    | Lucia Pezzolla Fatima Mendy     |
| Über 63 kg | Nielle Vroegh    | Maja Srhoj        | Wiktorija Kuchyna Elif Köseoğlu |